# Музыкальный релиз
Музыка́льный рели́з (или просто рели́з) — творческая продукция исполнителя, доступная для продажи или распространения. Термин также может быть отнесён непосредственно к публикации или изданию музыкального материала.
Музыкальные релизы обладают рядом характеристик по которым осуществляют их классификацию:
- по количеству исполнителей на релизе➤
- по статусу релиза➤
- по типу релиза➤
- по происхождению релиза➤
- по формату релиза➤
- по ареалу распространения➤
- по оформлению релиза➤
- по прочим характеристикам➤

В общем случае музыкальный релиз имеет название, дату и географию публикации/издания, автора, исполнителя, иногда указывают и прочих лиц, участвовавших в процессах создания и подготовки материалов (например, продюсера, звукорежиссёра, в случае видеорелиза — режиссёра). Кроме того, дополнительной информацией являются дата и место записи (часто это аудиостудия). Музыкальные релизы создаются и распространяются с помощью лейблов (релизу присваивается номер в каталоге лейбла и штрихкод), а также собственными силами (релиз, в этом случае, отмечают выражением «Self-Released» или «Самиздат»). Магнитоальбомы, например, относятся ко второму случаю.

## Количество исполнителей
- Релиз одного исполнителя.
  - Сольный альбом (англ. Solo album).
- Релиз нескольких исполнителей.
  - Различные исполнители (V/A) (англ. Various Artist) — релиз, включающий произведения различных исполнителей.
  - Сплит (англ. Split) — общий релиз двух (реже больше) исполнителей под общим названием, либо содержащий несколько названий (чаще два для двух исполнителей), на котором каждому из исполнителей предоставлены по нескольку композиций.
  - Сотрудничество (англ. Collaboration) — релиз, записанный исполнителем при участии (англ. featuring) другого лица.

## Статус релиза
- Официальный релиз
  - Авторизованное издание
- Неофициальный релиз
  - Контрафакт — пиратская копия (подделка) официального релиза. Нередко в официальный список композиций добавляются бонусные материалы.
  - Бутлег (англ. Bootleg) — выпущенный подпольно или нелегально сборник или концертная запись. Главное отличие от контрафакта — это не копия, а оригинальный релиз. Бутлеги часто создаются фанатами.
- Ознакомительный релиз («не для продаж»)
  - Демо (англ. demonstration) — демонстрационный релиз. Большинство исполнителей не включает демозаписи в официальную дискографию, поскольку последние, как правило, содержат непрофессиональные записи, а также издаются «кустарными» методами.
  - Промо (англ. promotion) — релиз, предназначенный для продвижения официального релиза, либо исполнителя. В отличие от демозаписей, промо чаще издаются на лейблах.
    - Семплер (Smplr) (англ. Sampler) — сборник композиций разных исполнителей, издающихся на одном лейбле. Примеры: The Rock Machine Turns You On (CBS Records); Gutbucket (Liberty Records); You Can All Join In (Island Records).
- Неизданный релиз (англ. Unreleased). Примеры: Cold Cuts (Пол Маккартни); Smile (The Beach Boys); Sirens (Лана Дель Рей); King Mathers (Эминем).
  - Готовящийся к выходу (англ. Upcoming). Примеры.
  - Ауттейки (англ. Outtake) — это часть записанных материалов, не включённых в финальную версию релиза.
- Псевдорелиз (англ. Pseudo-Release) — связан с различными видами переводов и транслитераций оригинального названия релиза.

## Тип релиза

### Аудио

#### Тип релиза по длительности полного звучания
- Сингл (англ. Single) — релиз, содержащий 1 или 2 трека на стороне «А» и стороне «Б» соответственно. Такие релизы часто имеют двойное название (по названиям треков). Реже встречаются синглы с 3 или 4 треками (раньше их также называли синглами, но впоследствии появился термин «макси-сингл»). Синглы в формате CD часто представляют собой макси-синглы, содержащие заглавный трек с различными его вариантами (ремиксами).
  - Макси-сингл (англ. Maxi single) — сингл, содержащий более 2 треков. В последнее время макси-синглы приравниваются к синглам, особенно это касается изданий на CD.
- Мини-альбом (англ. Mini album) — включает, как правило, от 5 до 8 треков. Кроме того, для мини-альбома характерно название, отличное от названия треков.[3] Однако некоторые крупные сетевые ресурсы, как, например, Allmusic или Discogs, объединяют синглы и мини-альбомы в одну общую категорию. Таким же образом MusicBrainz и Rate Your Music их разделяют.
- Альбом (англ. Album)

#### Типы релизов по изменённости ранее издававшегося материала

##### Релизы, содержащие ранее издававшийся, но не изменённый материал
- Повторное издание, Repress (RP) — повторное издание релиза, не отличающегося от оригинального издания
  - Переиздание (RE) (англ. Reissue) — повторное издание релиза, отличающегося от оригинального издания. Может быть выполнен по различным причинам:
    - Новый аудиоформат или носитель. Записи, первоначально выпущенные в аудиоформате, который стал технологически и коммерчески устаревшим, переиздаются в новых форматах. Например, многие оригинальные виниловые альбомы были переизданы на компакт-дисках с момента введения этого формата в начале 1980-х годов. Позднее многие альбомы, первоначально выпущенные на CD или в более ранних форматах, были переизданы на SACD или DVD-Audio. В частности, могут быть добавлены различные эффекты. Например, альбом может быть издан в формате Dolby Digital вместо ранее издававшегося стерео.
    - Бюджетные релизы. Издания, выпускающиеся по более низкой цене.
    - Переиздание при смене правообладателя или на различных звукозаписывающих лейблах.
    - Переиздание при повышенном спросе дополнительных тиражей, либо переиздание плохо продаваемого релиза в новом оформлении для «оживления» продаж.
    - Специальные, ограниченные и памятные издания. Переиздание в честь юбилея музыканта, группы или альбома, либо какого-то памятного события.
    - Переиздания в спорных случаях. Если первоначальный релиз содержал материалы, вызвавшие какие-либо споры или судебные тяжбы, осуществляется его переиздание без этих материалов либо в изменённом виде.
      - Bonus — бесплатное дополнительное приложение к релизу.
      - Expanded edition — расширенное издание.
      - Limited edition (Ltd) — издание с ограниченным количеством копий.
      - Deluxe edition — подарочное, «улучшенное» издание.
      - Special edition — специальное издание.
      - Anniversary edition — юбилейное издание.
      - Funbox edition — фанатское (для поклонников) издание.
- Сборник (англ. Compilation) — наиболее общий тип сборника музыкальных произведений.
  - Лучшее (англ. The Best of) — вид сборника избранных музыкальных произведений.
  - Величайшие хиты (англ. Greatest Hits) — вид сборника успешных музыкальных произведений.
  - Коллекция синглов (англ. Singles collection) — сборник синглов.
  - Ретроспектива (англ. Retrospective) — сборник композиций одного исполнителя.
  - Антология (англ. Anthology) — крупный сборник избранных музыкальных произведений, часто в формате бокс-сета.
  - Сборник бисайдов (англ. B-sides) — сборник наименее известных и непопулярных композиций в противоположность сборнику лучших композиций.
  - Раритеты (англ. Rarities) — сборник редких записей.
  - Саундтрек (англ. Soundtrack, OST) — сборник композиций, входивших в звуковую дорожку какого-либо фильма, либо игры.
    - Character CD
- Дискография (англ. Discography) — все релизы исполнителя на CD или DVD, часто в mp3-формате.

##### Релизы, содержащие ранее издававшийся, но изменённый материал
- Ремейк (англ. Remake - дословно "переделка")
  - Ремастированная версия (RM) (англ. Remastered) — заново сведённый либо обработанный звуковой материал ранее издававшегося релиза на более совершенном оборудовании. При ремастеринге запись подвергается обработке, при которой убираются различные дефекты записи.
  - Трибьют (англ. Tribute — букв. рус. дань, должное) — релиз, целиком посвящённый какому-либо исполнителю и состоящий из каверов на этого единственного исполнителя. Примеры: КИНОпробы (V/A); Plays Metallica by Four Cellos (Apocalyptica).
  - Кавер (англ. Cover) — релиз кавер-исполнителя, в отличие от трибьюта, содержащий каверы на разных исполнителей. Примеры: Garage Inc. (Metallica); Pin Ups (Дэвид Боуи); альбомы Gregorian.
  - Ремикс (англ. Re-mix) — релиз, содержащий ремиксовые композиции (в новой аранжировке). Примеры: You Can Dance (Мадонна); Reanimation (Linkin Park).
- Диджей-микс (англ. DJ mix) — оригинальная последовательность музыкальных треков, идущих непрерывным потоком.
  - Микстейп (англ. mixtape) — диджей-микс, записанный на информационный носитель.
- Минусовка
- Караоке

### Видео
- Клип (видеосингл) — короткий фильм, сопровождающий композицию.
  - Live clip — вырезка из концерта, либо клип на основе материалов с концерта.
  - Anime Music Video (AMV) — любительский клип с использованием японской анимации.
- Сборник видеоклипов
- Концерт
- Фильм-биография

## Происхождение релиза
Любой релиз можно классифицировать по происхождению, то есть установить для него условия записи:
- Студийная запись (англ. Studio) — запись, произведенная в профессиональной студии.
- Концертная запись (англ. Live) — запись «живого» выступления. Чаще всего содержит ранее издававшийся материал, однако бывают и исключения: Чёрный пёс Петербург (ДДТ).
- Live studio — студийная запись «в живую»; в этом случае все инструменты и вокал записываются единовременно, без какой-либо звуковой обработки уже после записи. Пример: альбомы серии Peel Sessions.
- Репетиционная запись (англ. Rehearsal) — вырезки из репетиционных сессий; подобные записи практически всегда являются бутлегами, либо демозаписями.
- Квартирник (англ. Home) — «живое» исполнение в домашних условиях.
- Полевая запись (англ. Field recording) — запись, произведенная в естественных условиях. Чаще встречается среди сборников народной музыки.
- Радиопередача — вырезка из радиовещания.
- Телепередача — вырезка из телевещания.

## Формат релиза
Формат релиза — это способ его публикации. Релиз может быть опубликован на различных физических (информационных) носителях, а также нематериальными способами, к примеру, на радио, телевидении или Интернете. От общей длительности релиза зависит разновидность и количество физических носителей. В простейшем случае релиз состоит из одного носителя. Двойной релиз или тройной релиз состоит из двух или трёх носителей соответственно; бокс-сет (англ. box set) — комплект из нескольких (как правило, более двух) носителей в общей упаковке. Однако количество носителей не является прямым следствием общей длительности релиза. К примеру, британская версия Magical Mystery Tour группы The Beatles представляет собой мини-альбом общей длительностью 19:12, изданный на двух пластинках 7" (45 rpm). Dunedin Double EP, семплер лейбла Flying Nun Records, состоит из двух пластинок 12" (45 rpm) общей длительностью 49:45. В отличие от альбома The Beatles, семплер состоит из двух мини-альбомов и немного превышает длительность среднего альбома.

### Физические носители
- Грампластинка (или просто пластинка, винил) — в большинстве случаев представляет собой диск из поливинилхлорида, на каждой поверхности которого отштампована спиральная дорожка. В центре диска расположено отверстие диаметром 7 или 24 (для Jukebox-синглов) мм. На периферии отверстия находятся ярлык (англ. Label) и Trail Off Vinyl (Run-Off Grooves) — часть пластинки между окончанием звуковой дорожки и ярлыком, где звукосниматель «бежит» по дорожке. По конфигурации пластинка может быть: цветной (англ. Coloured Vinyl), то есть отличной от чёрного цвета; с вшитым изображением (англ. Picture Discs); фигурной (англ. Shaped Picture Discs); с лазерным рисунком (англ. Etched Discs), то есть пластинка, имеющая запись только на одной стороне; в то время как на второй — лазером нанесен рисунок; гибкой (англ. Flexi Discs), то есть из тонкого пластика. Распространённая классификация некоторых видов пластинок по размерам в дюймах (") и по оборотам в минуту (rpm):
  - LP (англ. Long Play) — грампластинка 12" (33 ⅓ rpm), либо 10" (33 ⅓ rpm). Так называемая, долгоиграющая пластинка, в этом формате чаще издаются альбомы и сборники.
  - EP (англ. Extended Play) — грампластинка 12" (45 rpm), либо 7" (45 rpm). Традиционный формат мини-альбома. На таких же пластинках издаются синглы. Тип релиза зависит от количества композиций и позиции издающего лейбла.
  - SP (англ. Single Play) — грампластинка 12" (45 rpm), либо 7" (45 rpm). Традиционный формат сингла.
- Магнитная лента.
  - Катушечная запись — 6,25-мм гибкая лента, толщиной от 18 до 55 мкм, намотанная на подающую и приёмную бобины. Катушки различают по «номеру» (который соответствует внешнему диаметру катушки в сантиметрах) и типу (который соответствует определённой конфигурации и материалу ленты, скорости записи).[6]
  - СS (англ. Compact Cassette) — аудиокассета, магнитный носитель аудиоинформации
  - VHS (англ. Video Home System) — видеокассета, магнитный носитель видеоинформации
- Оптический диск.
  - MCD (англ. Mini Compact disc) — 3" цифровой лазерный диск ёмкостью 200 Мб.
  - CD (англ. Compact disc) — 5" цифровой лазерный диск ёмкостью 650 или 700 Мб.
  - DVD (англ. Digital Versatile Disc) — 5" цифровой лазерный диск ёмкостью от 4,7 до 9,4 Гб
  - HD DVD (англ. High-Definition/Density DVD) — «DVD высокой чёткости/ёмкости». Однослойный HD DVD имеет ёмкость 15 GB, двухслойный — 30 GB
  - BD (англ. Blu-ray Disc) — однослойный диск Blu-ray имеет ёмкость 25 GB, двухслойный диск может вместить 50 GB
  - MD (англ. Mini Disc) — магнито-оптический носитель информации (до 80 минут аудио).
  - LD (англ. Laserdisc) — лазерный диск диаметром 30 см (или 12 дюймов — как обычная виниловая пластинка), бывают как односторонние, так и двухсторонние.
- USB-флеш-накопитель

### Иные форматы
- Вещание
  - Выход в эфир, ротация на радио, телевидении (радиосингл, видеоклип).
  - Потоковое вещание в Интернете (стриминг).
    - Подкастинг (англ. podcasting) — звуковой или видеофайл, распространенный в Интернете.
- Цифровая дистрибуция — закачка файлов в различных цифровых форматах (MP3, FLAC, Apple Lossless и другие).

## Ареал
По ареалу распространения релизы медиапродукции подразделяют на USA (США), UK (Великобритания), EU (Европа), Japan (Япония), CIS edition (страны СНГ), а также релизы могут производиться для отдельных стран. В зависимости от места распространения, издания могут различаться оформлением, наличием информации на необходимом языке, а также наличием дополнительных аудиотреков и других материалов.

## Оформление релиза
- Mispress (MP) — релиз с некорректными аудиодорожками.
- Misprint (M/Print) — релиз с ошибочной информацией в буклете.
- White Label (W/Lbl) — релиз с белой этикеткой, на которой, как правило, присутствует название исполнителя, время и дата записи, каталожный номер.
  - Test Pressing (TP) — пробный тираж, для подтверждения качества продукции. Часто используется в качестве промо.
- Picture Sleeve (PS) — издание с обложкой (обычно аббревиатура PS в каталогах ставится рядом с изданием, чтобы указать, что оно вышло с обложкой).
  - Art Sleeve — обложка, в оформлении которой использован рисунок или какой-либо другой дизайн, но не фотография исполнителя.
  - Record Company Sleeve — на обложке только логотип звукозаписывающей компании. Подобные обложки применялись для оформления синглов в 50-70-х годах.
  - Gatefold Sleeve — обложка, которая раскрывается на две части.
  - Foldout Sleeve — обложка, которая раскрывается более чем на две части.
    - Poster Sleeve

  - Die Cut Sleeve — обложка пластинки с вырезом по кругу.
- Упаковка.
  - Упаковки оптических дисков.
    - Джьюэл-кейс (англ. Jewel case) — стандартная упаковка CD.
    - Кип-кейс (англ. Keep case) — стандартная упаковка DVD.
    - Слипкейс (англ. Slipcase) — картонная коробка, в которую вкладывается диск в обычной прозрачной пластиковой коробке.
    - Лонгбокс (англ. Longbox) — удлинённая картонная коробка, в которую вкладывается диск в обычной прозрачной пластиковой коробке.
    - Диджипак (англ. Digipack) — склеенная картонная обложка, внутри которой закреплен пластиковый лоток-держатель компакт-диска «трей».
    - Кард-слив (англ. Card sleeve) — картонный конверт.
- Obi Strip.

## Прочие характеристики
- Концептуальный релиз
  - Christmas — рождественский релиз.
  - Детский релиз.
- Posthumous — посмертный.
- Благотворительный релиз. Пример: No One's Gonna Change Our World (V/A)